# Aeroporto de Frankfurt
O Aeroporto de Frankfurt am Main, (IATA: FRA; ICAO: EDDF) é conhecido na Alemanha como Flughafen Frankfurt am Main ou mais coloquial Rhein-Main Flughafen. É a placa giratória aérea mais importante da Alemanha, terceiro na Europa e o nono maior do mundo. É um dos centros mais importantes de transporte aéreo mundial. Com cerca de 2,2 milhões de toneladas de carga aérea em 2011, o aeroporto de Frankfurt trata o maior volume de carga de todos os aeroportos da Europa e é o sétimo maior mundial. É o principal centro de operações da Lufthansa, maior empresa aérea do país. No aeroporto trabalham cerca de 75 mil funcionários. O aeroporto está localizado a 12 km a sudoeste da cidade.

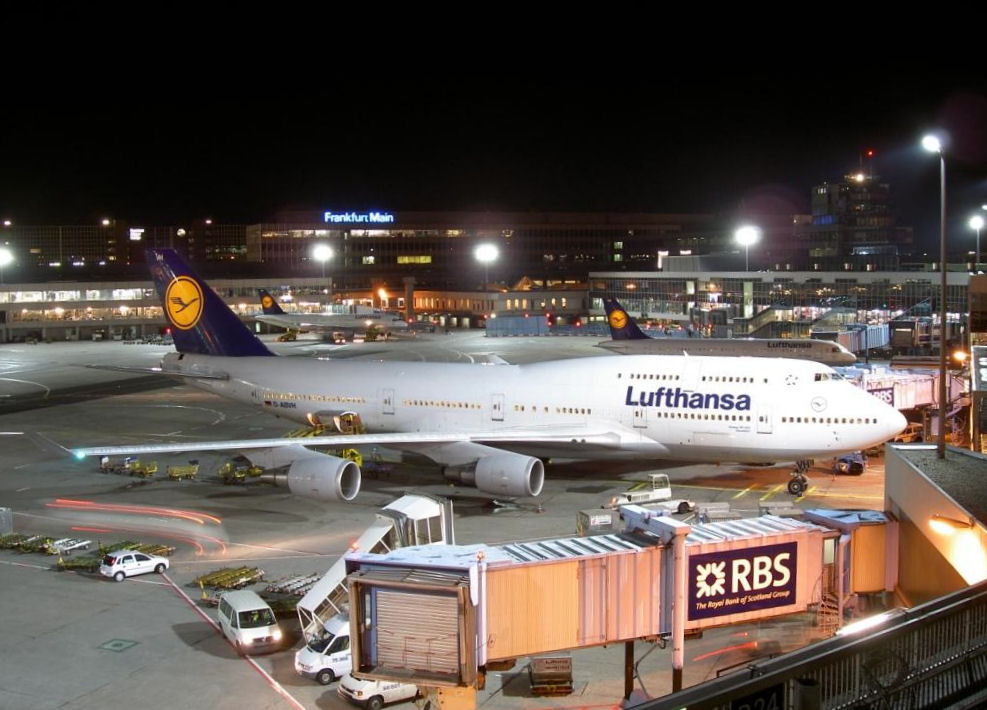
O Aeroporto de Frankfurt é a placa giratória principal da Lufthansa.

Desde 2012, o Aeroporto de Frankfurt serve os destinos mais internacionais do mundo, em total 275 destinos em 111 países. O lado sul do terreno do aeroporto foi antigamente o lar da Base Aérea de Rhein-Main, que foi a base aérea mais importante dos Estados Unidos de 1947 até 2005. A base aérea foi fechado e a propriedade foi adquirida pela Fraport AG, operadora do aeroporto. O Aeroporto de Frankfurt é o centro principal da Deutsche Lufthansa AG, transportadora de bandeira da Alemanha, e da Condor. Devido a limitações de capacidade em Frankfurt, a Lufthansa criou um hub secundário no Aeroporto de Munique, onde muitas rotas principais de médio e de longo curso estão disponíveis.

## Importância
Pela quantidade de passageiros, em 2011, havia 56.443.657 passageiros, o Aeroporto de Frankfurt Rhein-Main ocupa o terceiro lugar na Europa, ficando para trás do Aeroporto de Londres Heathrow com 69.433.565 passageiros em 2011 e do Aeroporto de Paris-Charles de Gaulle com 60.970.551 passageiros em 2010. 
Pela quantidade de mercadoria transportada ocupa o primeiro lugar na Europa e o sétimo lugar mundial com 2,083,495 toneladas de carga em 2014.
O Aeroporto de Frankfurt era o primeiro, onde foi implementado o Sistema automático de tratamento de bagagens. Tem quatro pistas. Duas delas, os principais pistas (07R/25L e 07C/25C descolagem e aterrissagem) tem pavimento de asfalto, as outras duas (18, só descolagem e 07L/25R, só aterrissagem) de betão armado. O aeroporto mais próximo é o Mannheim City-Airport.

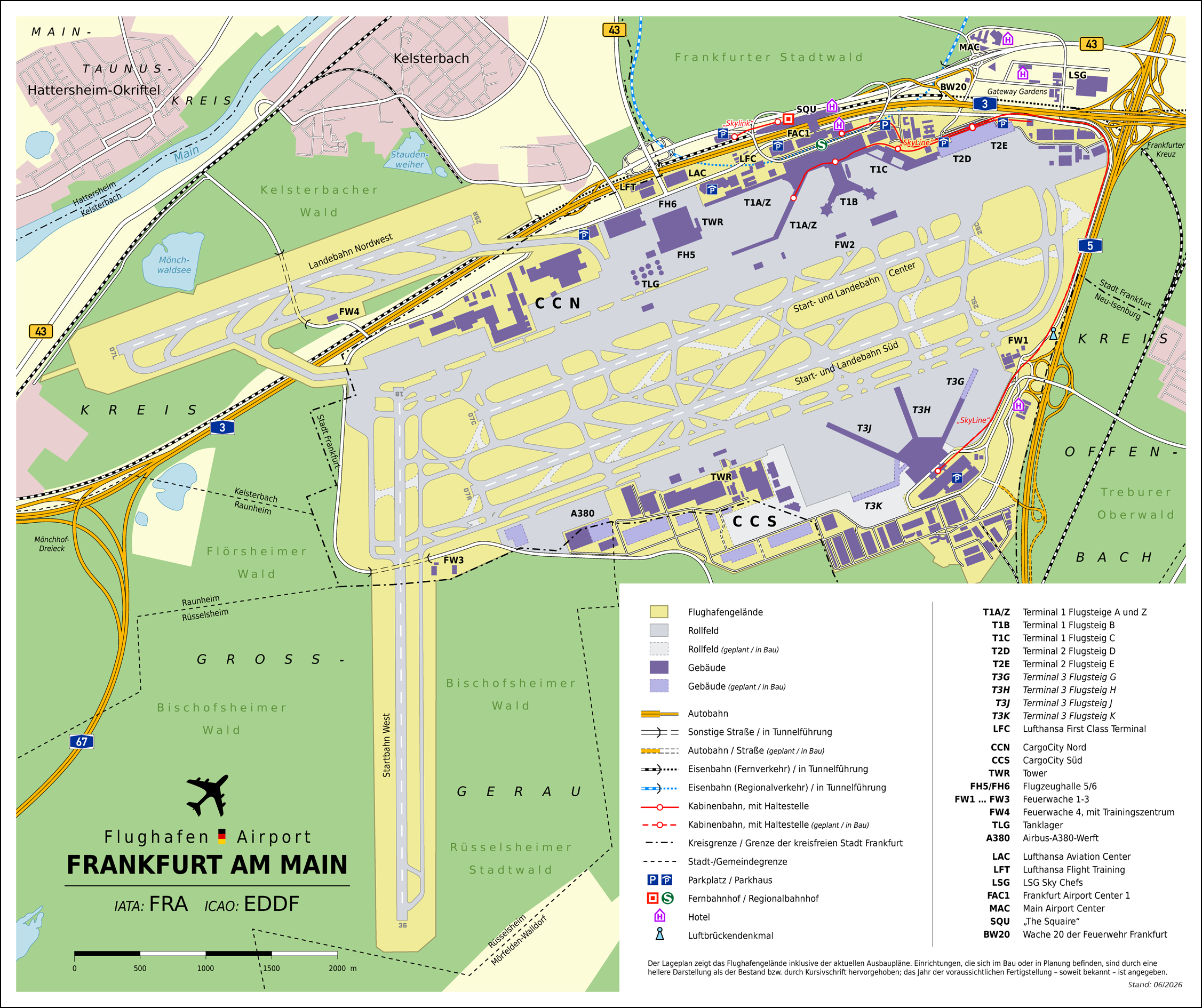
Mapa do aeroporto de Frankfurt, com a expansão do Terminal 1 (canto superior direito) e novo Terminal 3 (parte inferior direita).

## Ampliação
O aeroporto foi ampliado várias vezes desde a sua abertura, em 1936, e tem hoje dois grandes terminais, Terminal 1 e Terminal 2, com uma capacidade de cerca de 58 milhões de passageiros anual. O Terminal 3 está em construção no lado sul do aeroporto e deve ser inaugurado em 2016/2017 com uma capacidade de 25 milhões de passageiros anual. Nos últimos anos, grandes obras de construção foram necessárias para tornar o aeroporto compatível para o Airbus A380, incluindo uma grande instalação de manutenção A380, porque a Lufthansa tem estacionado sua frota de aeronaves A380 no Aeroporto de Frankfurt. Frankfurt foi um dos primeiros aeroportos do mundo em que o A380 tem iniciado de funcionamento regular. Desde 2010, tem havido dez terminais avental e cinco vagas disponíveis para o Super Jumbo. Através da expansão, este número vai aumentar, a fim de fornecer todos os recursos necessários para as companhias aéreas. Várias companhias aéreas operam o A380 de Frankfurt, entre eles, a Lufthansa servindo os destinos de Tóquio, Pequim, Joanesburgo, Nova York, San Francisco, Miami e Singapura.
Em 20 de outubro de 2011, a quarta pista (07L/25R) entrou em operação, o que permitirá para atender a demanda prevista de cerca de 700 mil movimentos de aeronaves em 2020. Para lidar com a quantidade de passageiros previsto de cerca de 90 milhões em 2020, a Fraport AG está construindo atualmente uma seção novo ao lado do Terminal 1, para um atendimento adicional de seis milhões de passageiros e um terceiro grande terminal para 25 milhões de passageiros. Está prevista para ser construída no início de 2013.
O Aeroporto situa-se na proximidade das auto-estradas A3 e A5. Cada 15 minutos parte-se o "AeroExpress" (S-Bahn N° 8 e 9) - comboio suburbano a partir do terminal 1 até à Estação Central de Franlfurt (Hbf), em 12 minutos, também a Mogúncia. Existem trens de longa distância. Uma segunda estação foi construída com quatro faixas com o destino Colonia do Comboio de alta velocidade Colônia - Francoforte, inaugurado em 1999.

## Estatísticas anuais
| Ano  | Passageiros | Gráfico |
| ---- | --- | --- |
| 2001 | 48.559.980 | Esta página contém um gráfico que utiliza a extensão <graph> . A extensão está temporariamente indisponível e será reativada quando possível. Para mais informações, consulte o ticket T334940 . |
| 2002 | 48.450.355 | Esta página contém um gráfico que utiliza a extensão <graph> . A extensão está temporariamente indisponível e será reativada quando possível. Para mais informações, consulte o ticket T334940 . |
| 2003 | 48.351.665 | Esta página contém um gráfico que utiliza a extensão <graph> . A extensão está temporariamente indisponível e será reativada quando possível. Para mais informações, consulte o ticket T334940 . |
| 2004 | 51.098.270 | Esta página contém um gráfico que utiliza a extensão <graph> . A extensão está temporariamente indisponível e será reativada quando possível. Para mais informações, consulte o ticket T334940 . |
| 2005 | 52.219.410 | Esta página contém um gráfico que utiliza a extensão <graph> . A extensão está temporariamente indisponível e será reativada quando possível. Para mais informações, consulte o ticket T334940 . |
| 2006 | 52.810.685 | Esta página contém um gráfico que utiliza a extensão <graph> . A extensão está temporariamente indisponível e será reativada quando possível. Para mais informações, consulte o ticket T334940 . |
| 2007 | 54.161.855 | Esta página contém um gráfico que utiliza a extensão <graph> . A extensão está temporariamente indisponível e será reativada quando possível. Para mais informações, consulte o ticket T334940 . |
| 2008 | 53.467.450 | Esta página contém um gráfico que utiliza a extensão <graph> . A extensão está temporariamente indisponível e será reativada quando possível. Para mais informações, consulte o ticket T334940 . |
| 2009 | 50.932.840 | Esta página contém um gráfico que utiliza a extensão <graph> . A extensão está temporariamente indisponível e será reativada quando possível. Para mais informações, consulte o ticket T334940 . |
| 2010 | 53.009.220 | Esta página contém um gráfico que utiliza a extensão <graph> . A extensão está temporariamente indisponível e será reativada quando possível. Para mais informações, consulte o ticket T334940 . |
| 2011 | 56.436.255 | Esta página contém um gráfico que utiliza a extensão <graph> . A extensão está temporariamente indisponível e será reativada quando possível. Para mais informações, consulte o ticket T334940 . |
| 2012 | 57.520.000 | Esta página contém um gráfico que utiliza a extensão <graph> . A extensão está temporariamente indisponível e será reativada quando possível. Para mais informações, consulte o ticket T334940 . |
| 2013 | 58.036.950 | Esta página contém um gráfico que utiliza a extensão <graph> . A extensão está temporariamente indisponível e será reativada quando possível. Para mais informações, consulte o ticket T334940 . |
| 2014 | 59.571.502 | Esta página contém um gráfico que utiliza a extensão <graph> . A extensão está temporariamente indisponível e será reativada quando possível. Para mais informações, consulte o ticket T334940 . |
| 2015 | 61.032.020 | Esta página contém um gráfico que utiliza a extensão <graph> . A extensão está temporariamente indisponível e será reativada quando possível. Para mais informações, consulte o ticket T334940 . |
| 2016 | 60.792.310 | Esta página contém um gráfico que utiliza a extensão <graph> . A extensão está temporariamente indisponível e será reativada quando possível. Para mais informações, consulte o ticket T334940 . |
|      | Esta página contém um gráfico que utiliza a extensão <graph>. A extensão está temporariamente indisponível e será reativada quando possível. Para mais informações, consulte o ticket T334940. | |

## Terminais de embarque

### Terminal 1
O Terminal 1 é o terminal principal, que serve à companhias aéreas de longa distância e de curta distância. O check-in áreas estão no terreno e 2 º andar do edifício do terminal. Ampliação do Terminal 1 para o oeste de um novo portão para Lufthansa (até 2015).
- Terminal 1 com as zonas de passageiros A, B, C e Z são tratados todos os voos da Lufthansa e suas subsidiárias (Swiss, Austrian Airlines, Brussels Airlines, SunExpress) e empresas parceiras na Star Alliance (Aegean Airlines, Air Canada, Air China, All Nippon Airways, Avianca, Egypt Air, Ethiopian Airlines, Singapore Airlines, South African Airways, TAP Portugal, Thai Airways International, Turkish Airlines, United Airlines.[5]
- Terminal 1B: Condor, TUIfly, Eurowings.
- Terminal 1C: LATAM Airlines Brasil.[5]

### Terminal 2
- O Terminal 2 com as zonas de passageiros D e E, é reservado para a alianças de companhias aéreas Oneworld (incluindo American Airlines, British Airways, Cathay Pacific, Iberia, Japan Airlines, LATAM Airlines Chile,  Qantas Airways, Royal Jordanian e SkyTeam (incluindo Air France, Alitalia, China Southern Airlines, Delta Air Lines, KLM Royal Dutch Airlines).
- Terminal 2D: Czech Airlines, Germania (empresa), Aer Lingus, e outros linhas aéreas.[5]
- Terminal 2E:

### Terminal 3
- Construção do Terminal 3 a partir de 2015 em razão da antiga Base Aérea de Rhein-Main significa um aumento da capacidade de passageiros para 88 milhões.[6]

Entre os terminais pode ser utilizado o mono-carril dentro do prédio 'Skyline' ou num autocarro-shuttle gratuito, que parte-se cada dez minutos.

## Carga aérea

### Cargo City Sul
A Cargo City Sul com 98 hectares é o lar de um centro de carga para provedores de serviços de despacho e empresas de transitários. Várias empresas de transporte como a DHL Global Forwarding, Air China, Emirates SkyCargo, Japan Airlines, Cathay Pacific, Korean Air e os serviços de carga da Fraport são baseados no Cargo City Sul.

### Cargo City Norte
A Cargo City Norte é a sede da Lufthansa Cargo. Outras instalações incluem um centro de perecíveis frescos para os bens produzidos, produtos congelados e perigosos e do Frankfurt Animal Lounge para o transporte de animais vivos. 

## Estacionamento
O aeroporto tem uma grande quantidade de estacionamento ao ar livre e pavimentos em cada terminal (cerca de 15 mil vagas). Tem seções de curta e longa estadia e áreas para veículos maiores e motos. A terminal 1 tem 5 áreas (P1 a P5), enquanto o Terminal 2 (P8 e P9). Para os setores mais longes, há um serviço gratuito de ônibus expresso para os Terminales 1 e 2.

## Voos para oBrasil
O aeroporto possui voos diretos para o Aeroporto Internacional de São Paulo-Guarulhos, com Boeing 777-300ER pela LATAM Airlines Brasil e com o Boeing 747-800 pela Lufthansa, cada um com um voo diário.
Para o Aeroporto Internacional do Rio de Janeiro Tom Jobim/Galeão, os voos são operados com o Boeing 747-400 pela Lufthansa.
Também há voos para o Aeroporto Internacional do Recife, operado pela Condor com aeronaves Boeing 767.

## Destinos

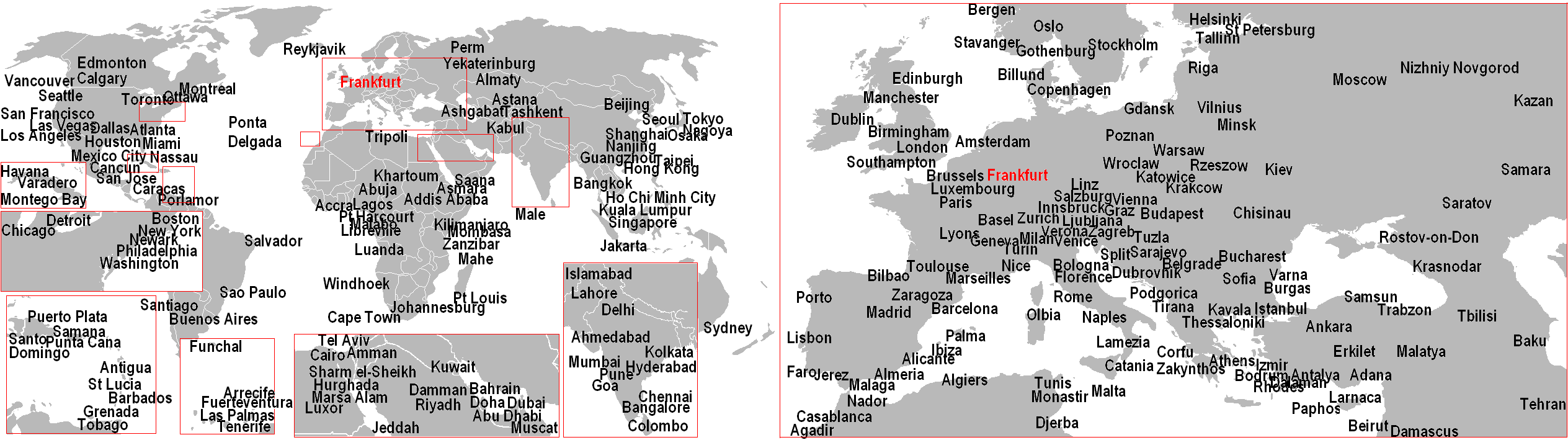
Cidades internacionais servidos do Aeroporto de Frankfurt.

## Galeria de imagens

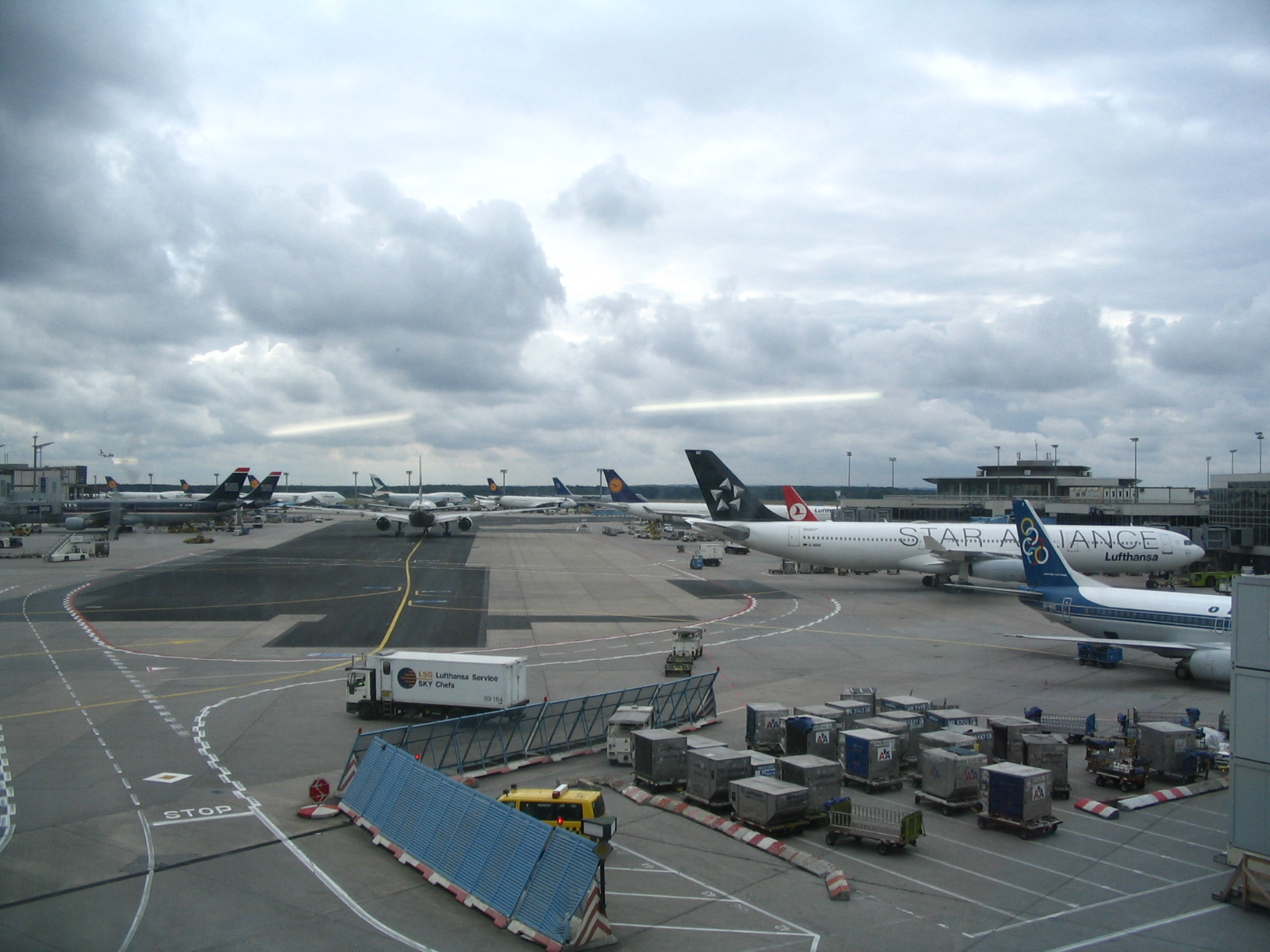
Aviões no pátio
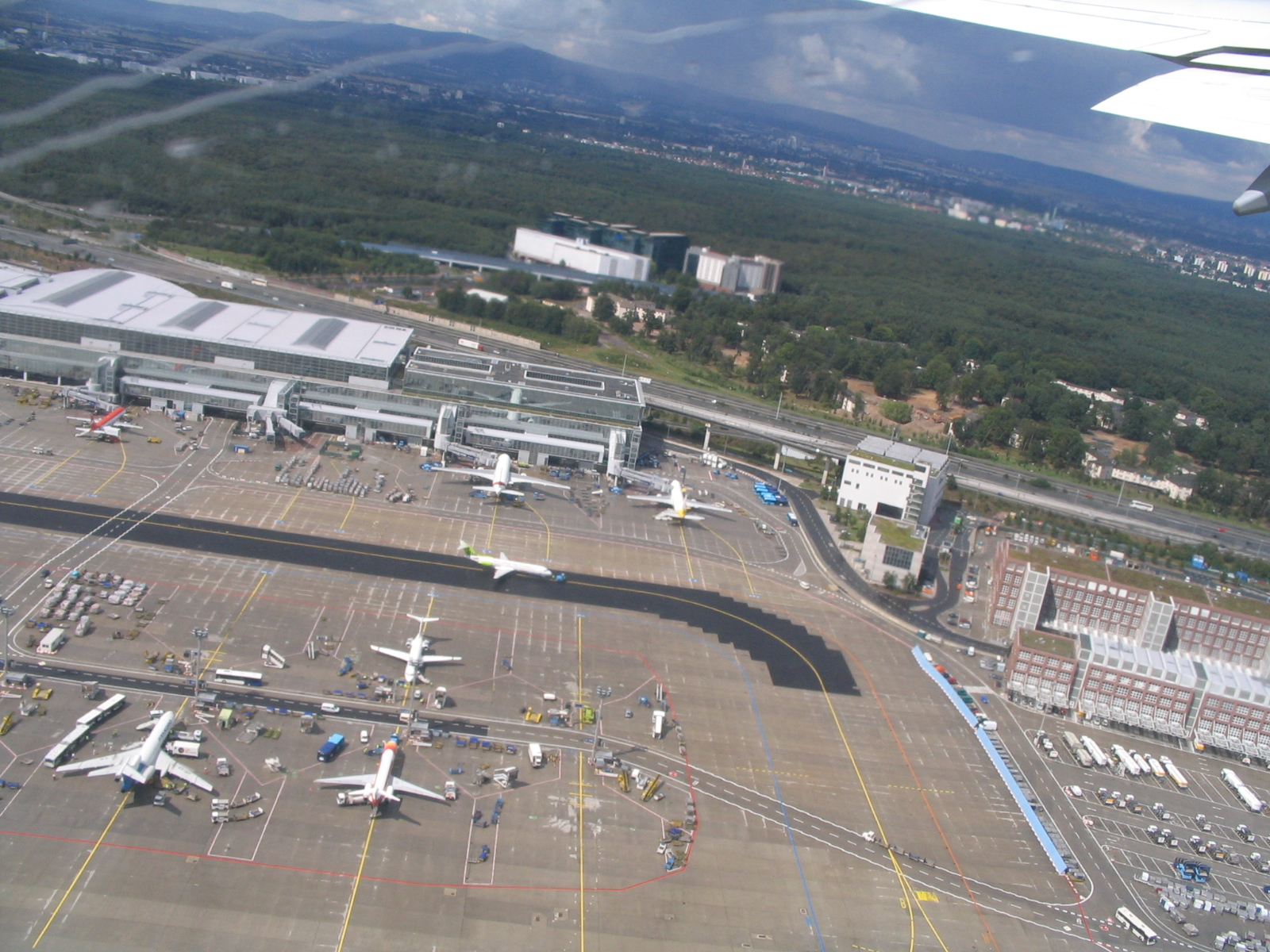
Aeroporto visto durante uma decolagem
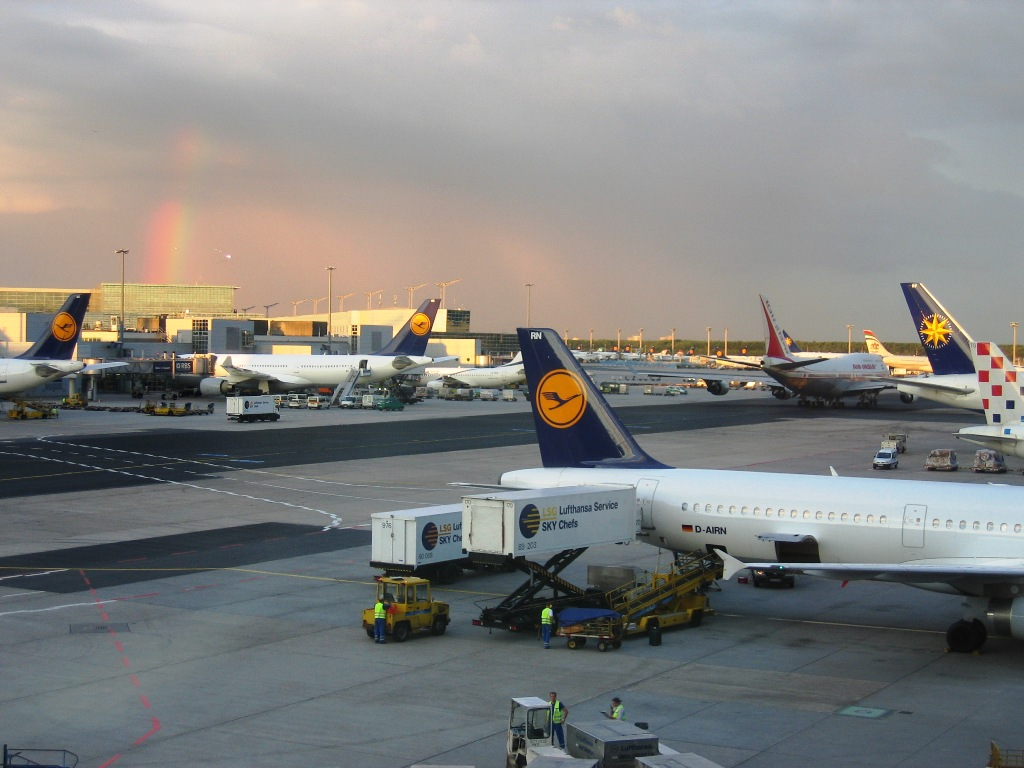
Aviões da Lufthansa e um avião da Varig ao fundo
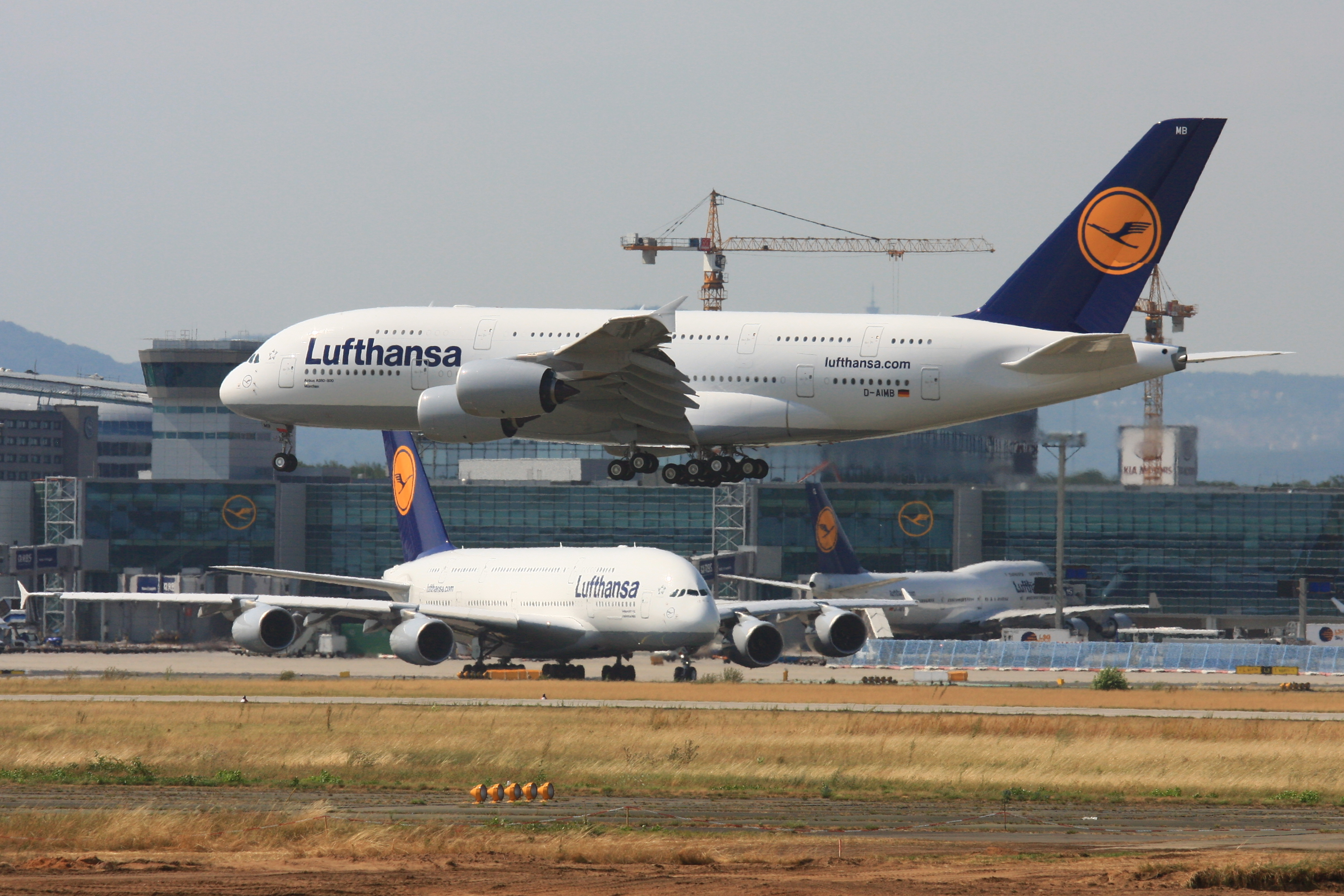
Um Airbus A380 durante decollagem em Frankfurt
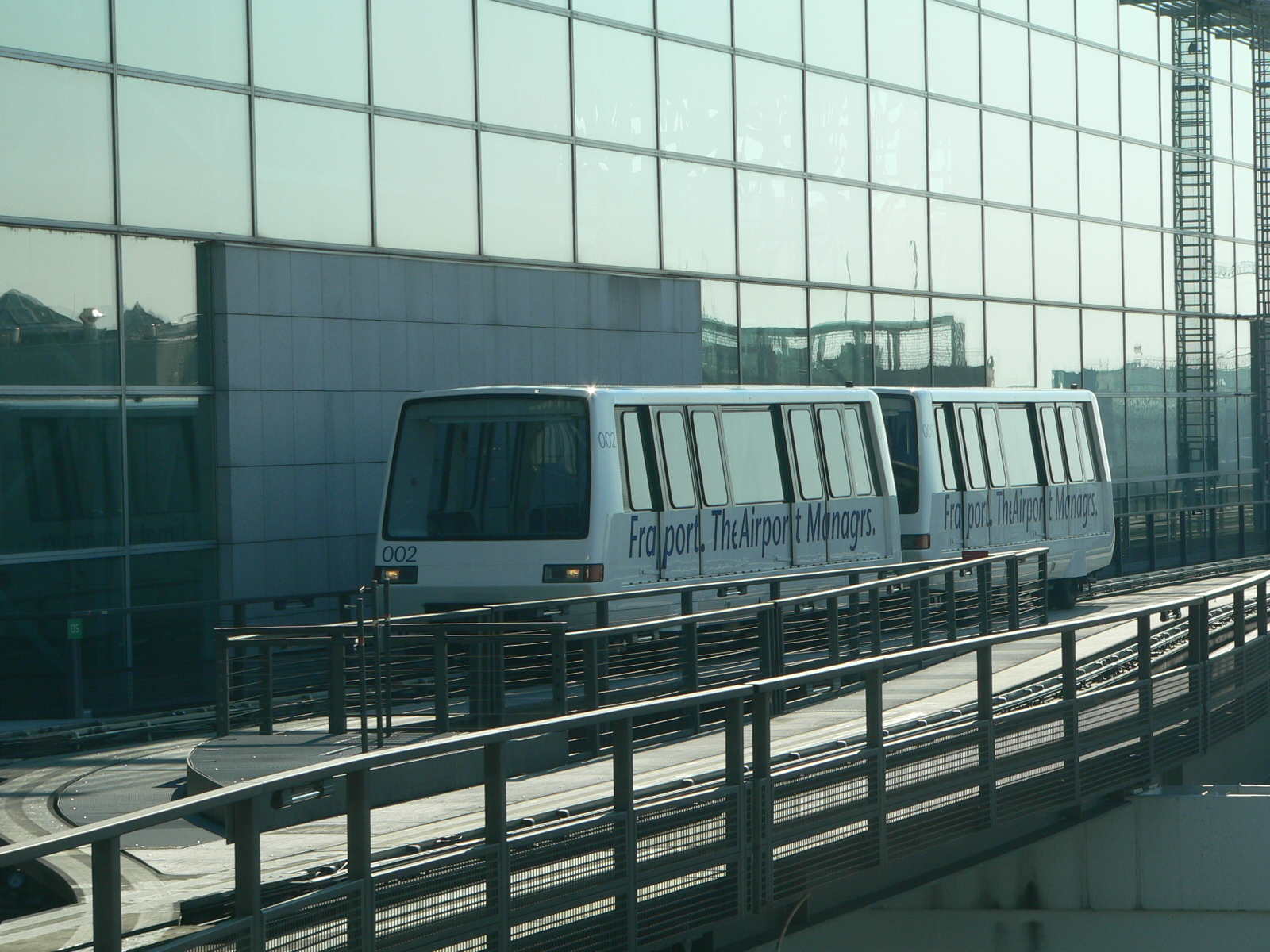
Skyline trem entre os terminais
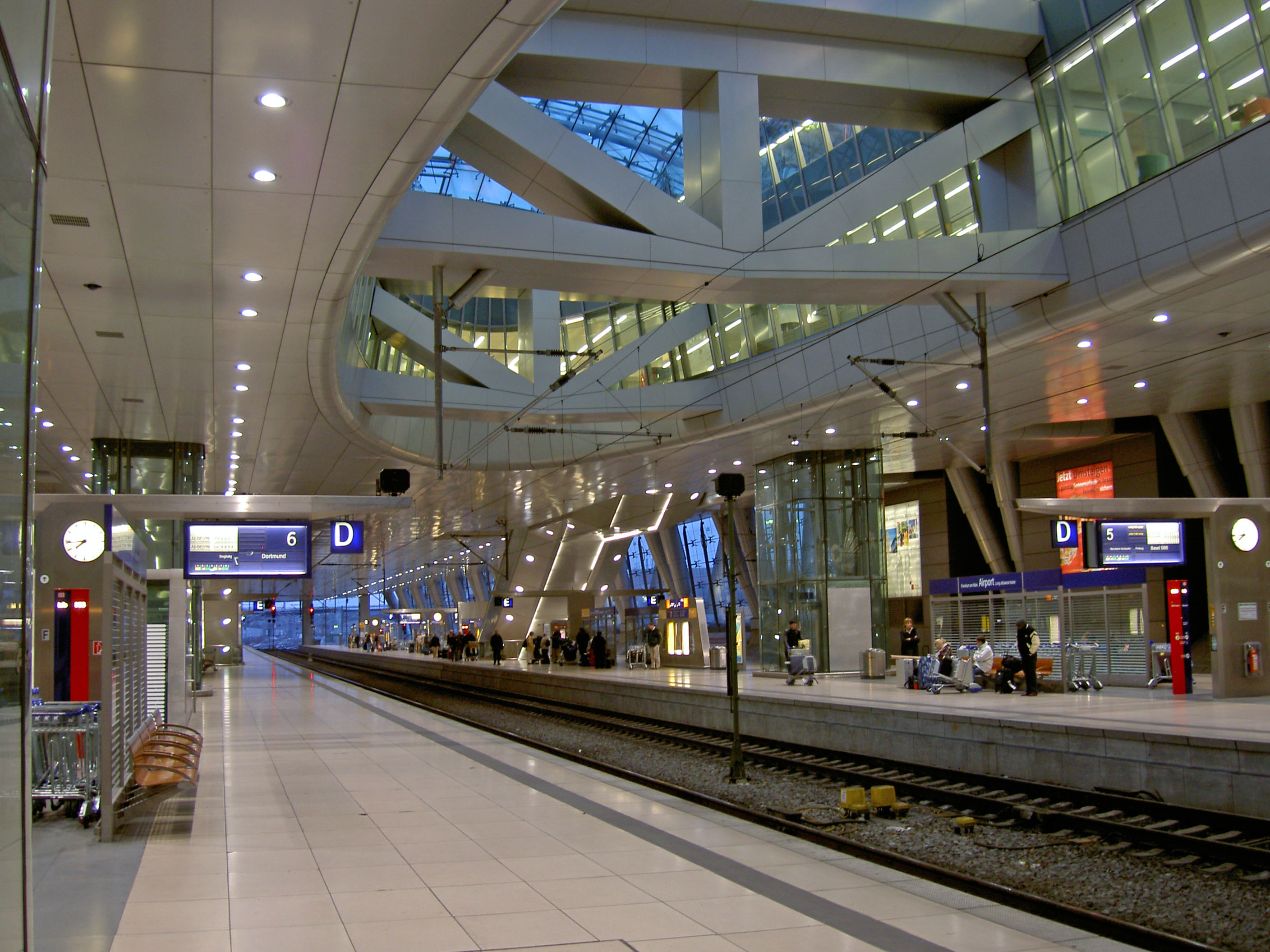
Linha de trem do aeroporto
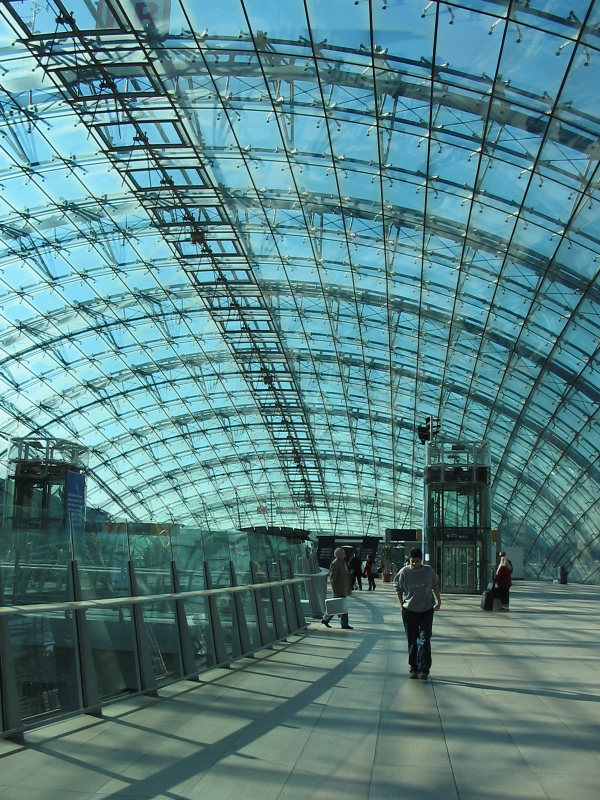
A estação de tem de alta velocidade no aeroporto de Frankfurt
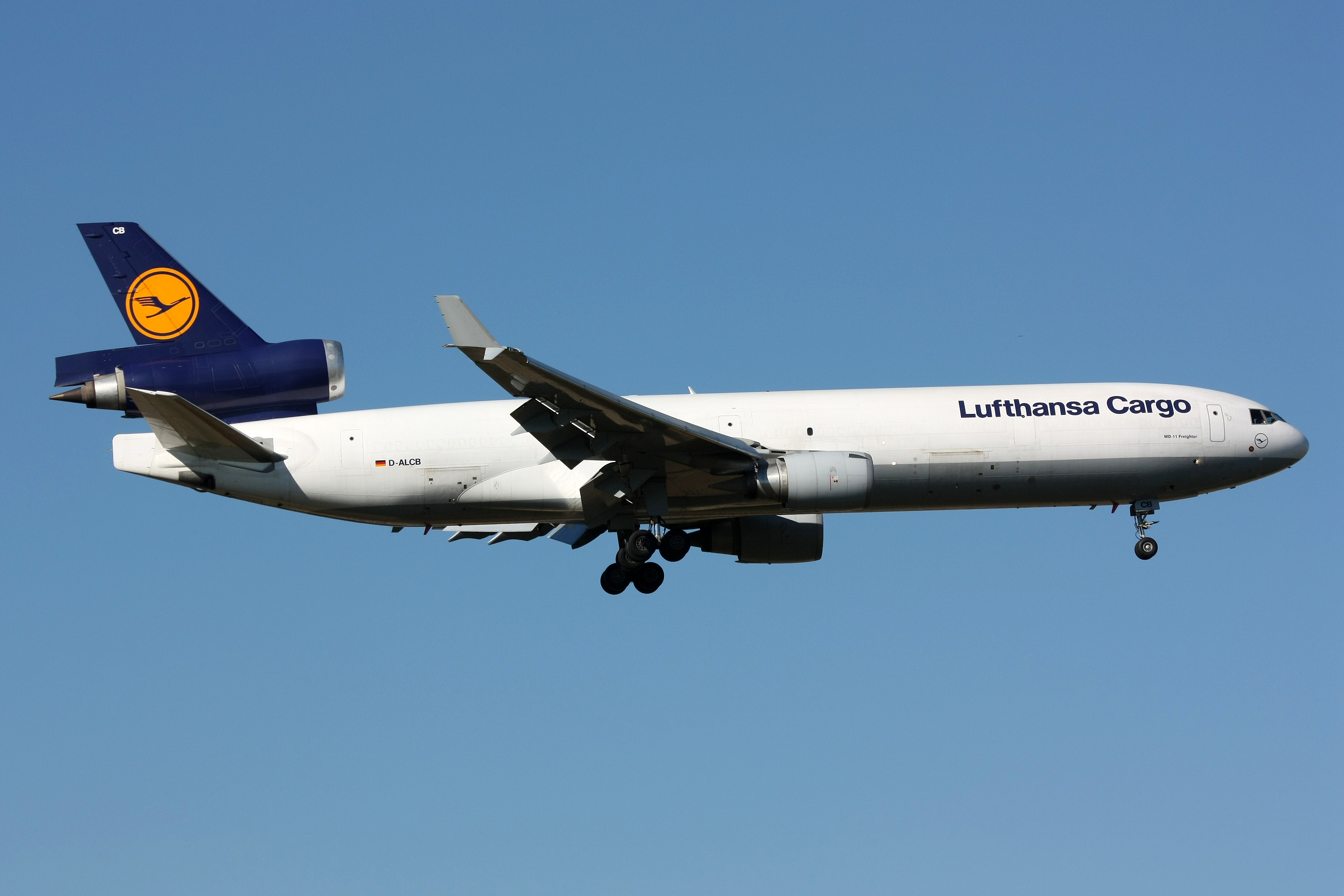
Lufthansa Cargo
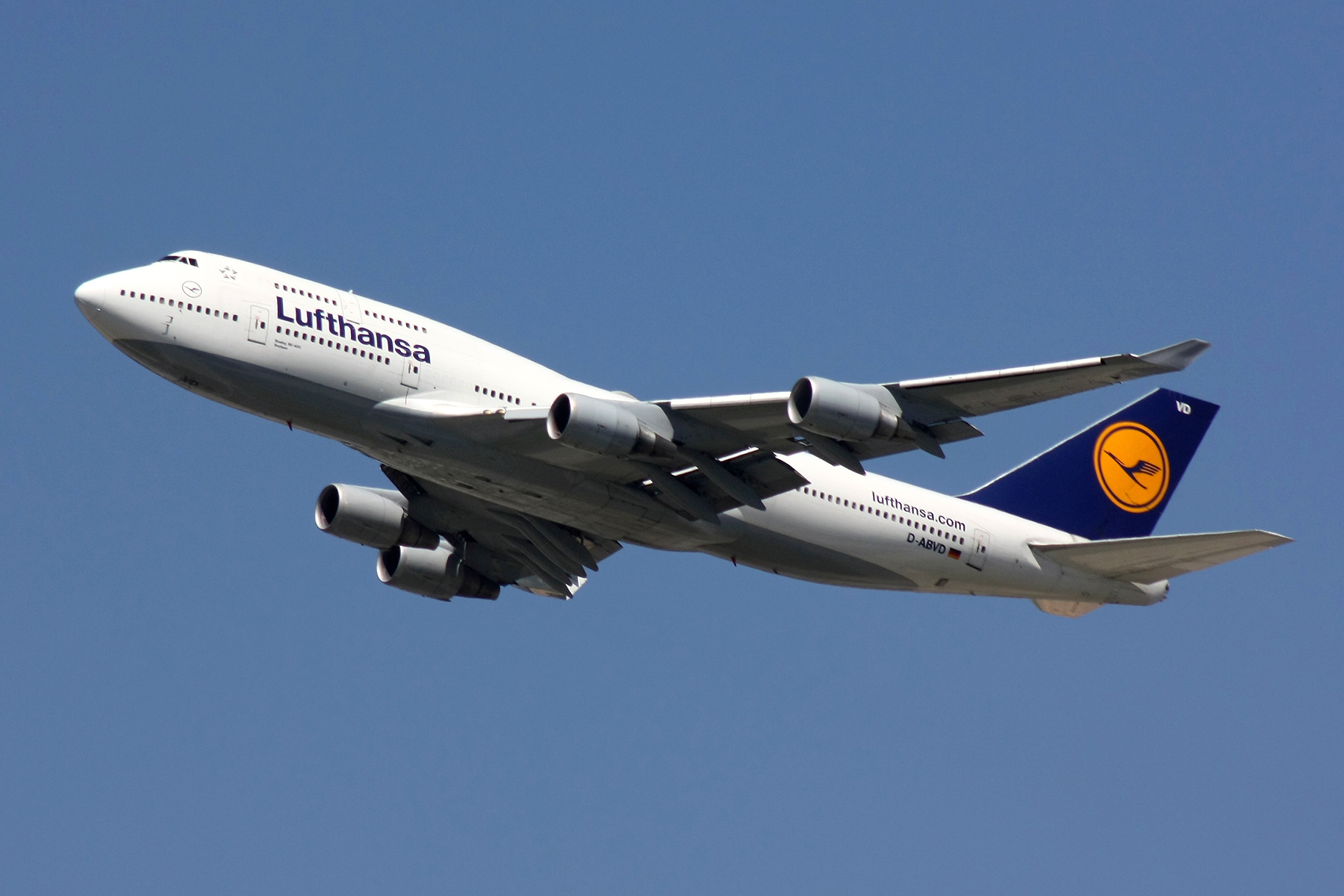
Um Boeing 747 "Jumbo Jet" da Lufthansa
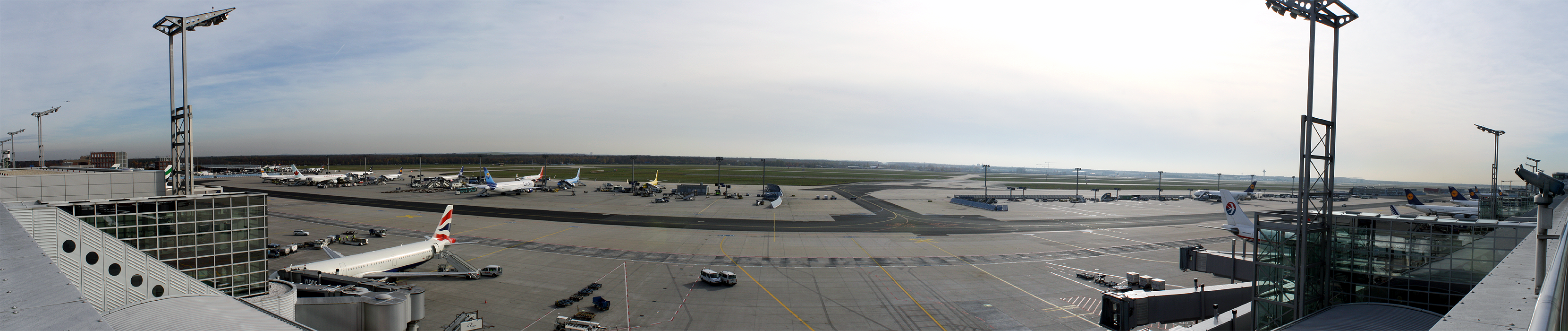
Terraço visitantes
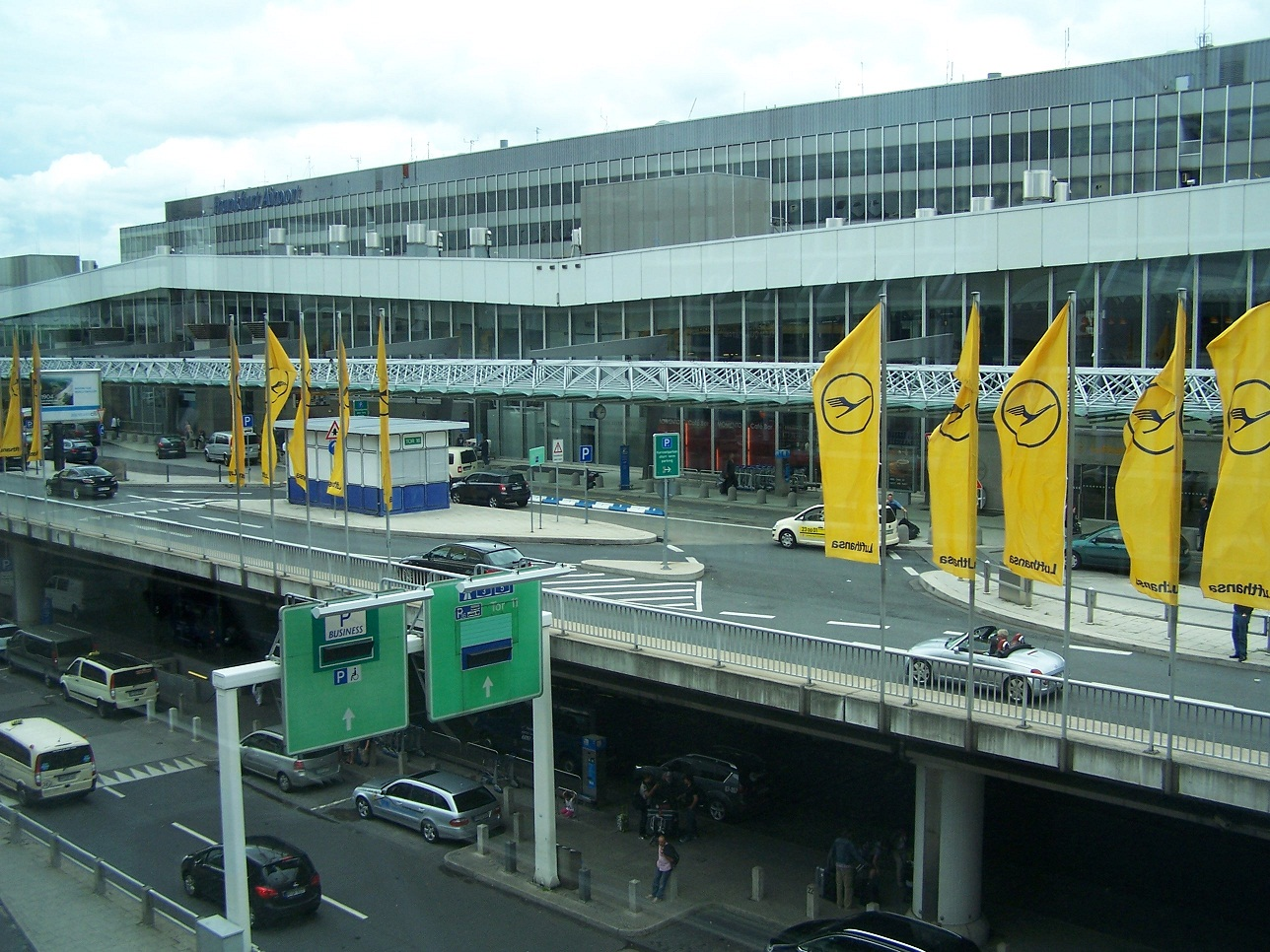
Terminal 1 Aeroporto Frankfurt Rhein-Main
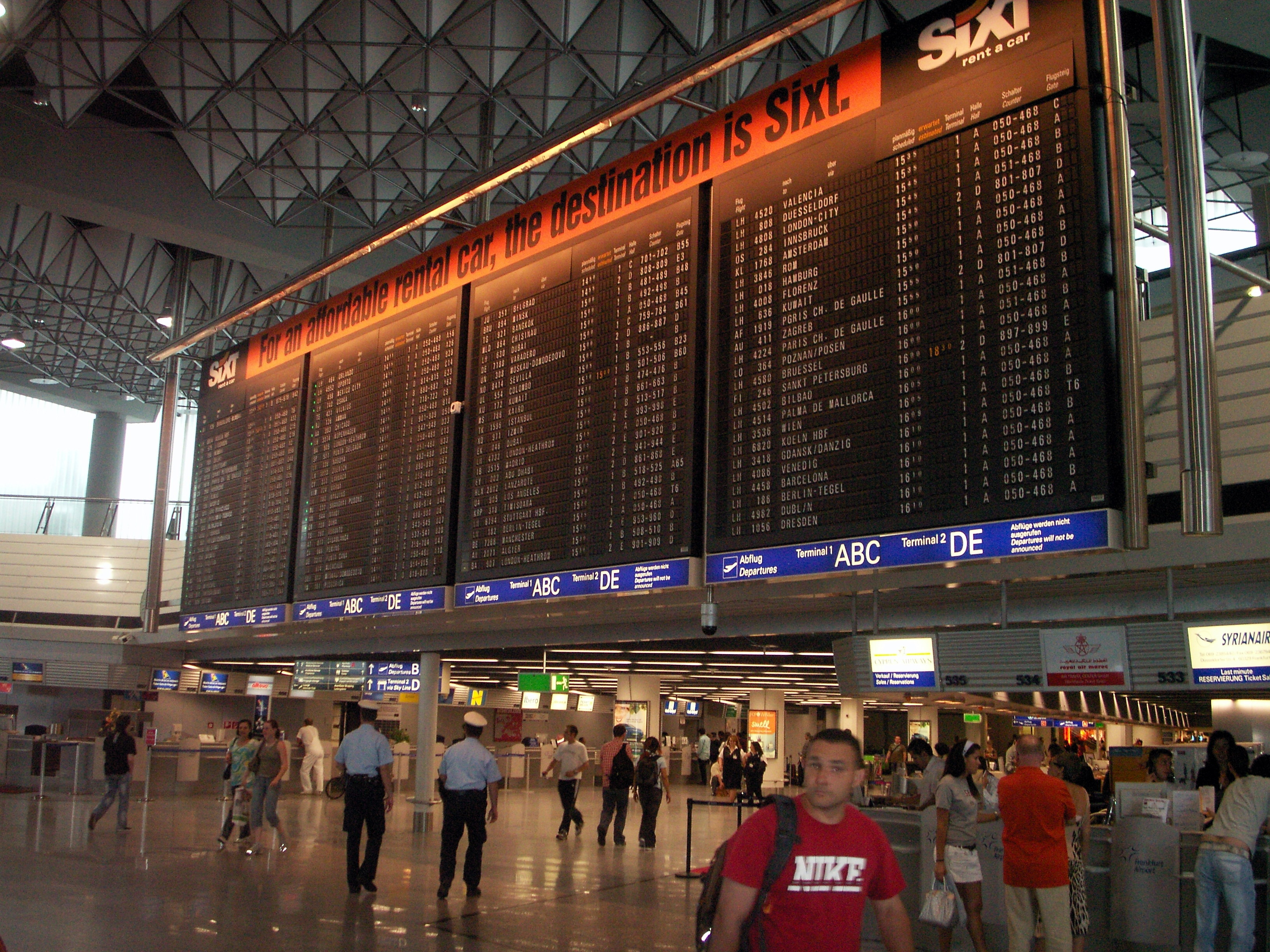
Painel de informação no Terminal 1